# Viliam Figuš-Bystrý
Viliam Figuš-Bystrý (né Viliam Figuš ; Banská Bystrica, 28 février 1875 – Banská Bystrica, 11 mai 1937) est un compositeur, professeur téchécoslovaque et auteur du premier opéra national en langue slovaque, Detvan.

## Biographie
Viliam Figuš naît à Banská Bystrica. Il effectue ses études secondaires dans sa ville natale et après avoir obtenu son diplôme, il travaille en tant qu'enseignant à Pilis, Ostrá Lúka, Zvolenská Slatina et Padina. En 1907, il s'installe à Banská Bystrica où il enseigne à l'école Luthérienne. De 1911 à 1914, il étudie sous la Zoltán Kodály à l'Académie de musique Franz Liszt de Budapest.
Alors qu'il était enseignement dans diverses villes, il recueille les chansons folkloriques et publie leurs adaptations dans diverses collections (Slovenské ľudové piesne z Veľkej Slatiny, 1000 slovenských ľudových piesní, Púchovské piesne, Zbojnícke piesne). De même que dans ses compositions, inspirées par les chants populaires du centre de la Slovaquie et de sa jeunesse en Hongrie. En plus de l'arrangement de chants folkloriques, il composé des œuvres pour orchestre, de la musique de chambre, une cantate, des pièces pour piano et violon et des mélodies. En 1926, il achève son opéra Detvan, opus 64, le premier opéra national de langue slovaque, sur le poème Detvan d'Andrej Sládkovič.
Figuš-Bystrý a été une partie importante de la vie musicale de Banská Bystrica. Il fut l'un des membres fondateurs de l'Association des artistes slovaques et son président en 1925.

## Sources
- (sk) Biographie et la liste des œuvres à osobnosti.sk
- (sk) Biographie